# Johann Heinrich Landolt
Johann Heinrich Landolt was een Zwitsers politicus.
Johann Heinrich Landolt werd in 1778 tot burgemeester van Zürich gekozen. Hij bleef stadspresident tot 1780.
- Gemeinsame Normdatei: 136255507
- Historisch woordenboek van Zwitserland: 018087
- Virtual International Authority File: 80632222
- WorldCat: E39PBJkp9pqt9Qq9FY8MrjC4v3

Hans Conrad Escher · Hans Rudolf Werdmüller · Johann Heinrich Landolt · Hans Georg Finsler · Hans Conrad Vogel · Georg Konrad Bürkli · Hans Jakob Escher · Paul Karl Eduard Ziegler · Hans Ludwig Hess · Johann Heinrich Mousson · Melchior Römer · Hans Konrad Pestalozzi · Jakob Robert Billeter · Hans Nägeli · Emil Klöti · Ernst Nobs · Adolf Lüchinger · Emil Landolt · Sigmund Widmer · Thomas Wagner · Josef Estermann · Elmar Ledergerber · Corine Mauch